# Joeri Doemtsjev
Joeri Edoeardovitsj Doemtsjev (Russisch: Юрий Эдуардович Думчев) (Rossosj Oblast Voronezj, 5 augustus 1958 – Sotsji, 10 februari 2016) was een Russische atleet, die was gespecialiseerd in het discuswerpen. Op internationale wedstrijden kwam hij uit voor de Sovjet-Unie. Hij nam tweemaal deel aan de Olympische Spelen. Op 29 mei 1983 wierp hij met 71,86 m een wereldrecord, hetgeen nog altijd geldig is als Russisch record en waarmee hij nog altijd vierde staat op de Besten-Aller-Tijden ranglijst (peildatum mei 2021). Zijn wereldrecord werd op 6 juni 1986 verbeterd door de Duitser Jürgen Schult.

## Loopbaan
In 1977 boekte Doemtsjev zijn eerste grote succes door met een beste poging van 53,30 een gouden medaille te winnen op de Europese juniorenkampioenschappen in het Russische Donetsk. Het zilver ging naar de Hongaar Alfonz Sasköi (53,14) en het brons naar de Duitser Werner Hartmann (52,24).
Op de Olympische Spelen van 1980 in Moskou vertegenwoordigde Joeri Doemtsjev de Sovjet-Unie en behaalde met een beste poging van 65,58 een vijfde plaats. Op de wereldkampioenschappen van 1983 in Helsinki was zijn 58,84 voldoende om een plek in de finale af te dwingen. Een jaar later veroverde hij een gouden medaille op de Vriendschapsspelen in Moskou. Met 66,70 bleef hij de Cubaan Juan Martínez (zilver; 66,04) en de Oost-Duitser Jürgen Schult (brons; 66,02) nipt voor. 
Bij zijn laatste olympisch optreden, de Spelen van 1988 in Seoel, was zijn 66,42 goed voor een vierde plaats.
De 2 meter lange discuswerper overleed in 2016 op 57-jarige leeftijd.

## Titels
- Sovjet-kampioen discuswerpen - 1980, 1981, 1988
- Europees juniorkampioen discuswerpen - 1977

## Persoonlijk record
| Onderdeel    | Prestatie           | Datum       | Plaats |
| ------------ | ------------------- | ----------- | ------ |
| discuswerpen | 71,86 m (ex-WR; NR) | 29 mei 1983 | Moskou |

## Palmares

### discuswerpen
- 1977:  EK junioren - 53,30 m
- 1980: 5e OS - 65,58 m
- 1984:  Vriendschapsspelen - 66,70 m
- 1988: 4e OS - 66,42 m